# Saint-Jouin-Bruneval
Saint-Jouin-Bruneval è un comune francese di 1 854 abitanti situato nel dipartimento della Senna Marittima nella regione della Normandia.

## Società

### Evoluzione demografica
Abitanti censiti

## Storia
Durante la Seconda guerra mondiale, nei dintorni di Bruneval, paracadutisti inglesi effettuarono un raid mirato a sabotare un radar tedesco (Operazione Biting).